# Ортис, Идалис
Идалис Ортис (исп. Idalys Ortíz Bocourt; род. 27 сентября 1989, Пинар-дель-Рио) — кубинская дзюдоистка выступающая в тяжёлой весовой категории (свыше 78 кг), олимпийская чемпионка (2012).

## Биография
В 2008 году на летних Олимпийских играх в Пекине в четвертьфинале победила австралийскую дзюдоистку Дженнел Шеферд, но в полуфинале проиграла китаянке Тун Вэнь (в итоге завоевавшей золотую медаль), в борьбе за третье место победила монголку Церенханд Доржготов и завоевала бронзовую медаль в весовой категории свыше 78 кг.
Принимала участие в летних Олимпийских играх 2012 года в Лондоне и завоевала золотую медаль в весовой категории свыше 78 кг победив в финале японскую дзюдоистку Мику Сугимото.
На предолимпийском чемпионате мира 2019 года, который проходил в Токио завоевала серебряную медаль, уступив в финале японской спортсменке Акире Соне.

## Выступления на Олимпиадах
| Олимпиада           | Дисциплина                 | Место   |
| ------------------- | -------------------------- | ------- |
| Пекин 2008          | дзюдо, женщины свыше 78 кг | 3 место |
| Лондон 2012         | дзюдо, женщины свыше 78 кг | 1 место |
| Рио-де-Жанейро 2016 | дзюдо, женщины свыше 78 кг | 2 место |